# Grande-Bretagne aux Jeux olympiques de 1920
La Grande-Bretagne participe aux Jeux olympiques d'été de 1920 à Anvers. Elle y remporte quarante-deux médailles : quatorze en or, quinze en argent et treize en bronze, se situant à la troisième place des nations au tableau des médailles. La délégation britannique regroupe 234 sportifs.

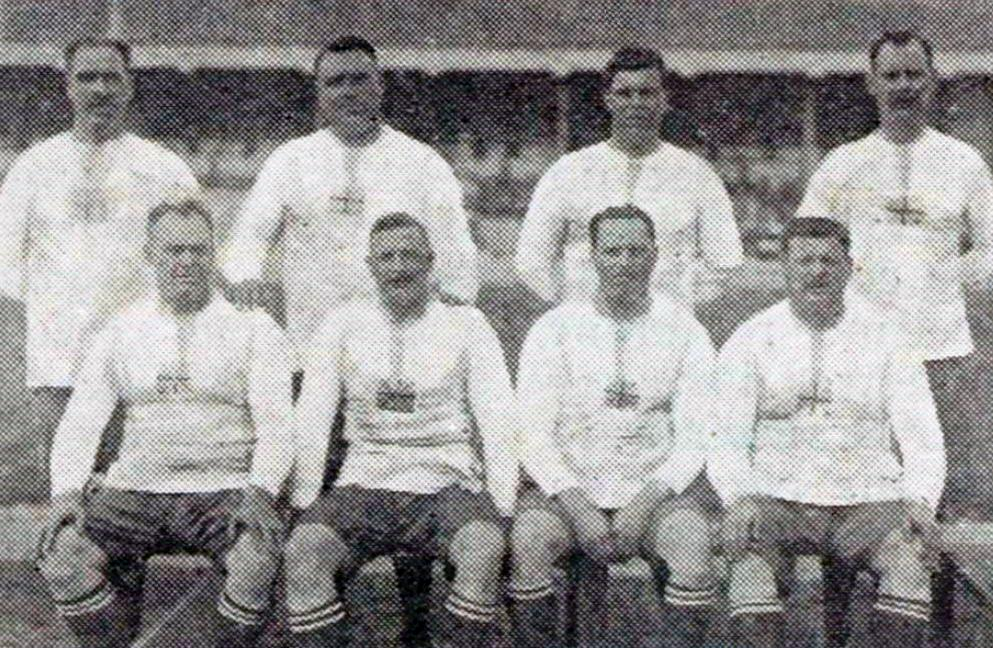
Les "policemen" de Londres vainqueurs du tir à la corde.

## Bilan global
| Sport               | Médaille d'or, Jeux olympiques | Médaille d'argent, Jeux olympiques | Médaille de bronze, Jeux olympiques | Total |
| Athlétisme          | 4                              | 4                                  | 4                                   | 12    |
| Aviron              | 0                              | 2                                  | 0                                   | 2     |
| Boxe                | 2                              | 1                                  | 3                                   | 6     |
| Cyclisme            | 1                              | 3                                  | 1                                   | 5     |
| Hockey sur gazon    | 1                              | 0                                  | 0                                   | 1     |
| Lutte               | 0                              | 0                                  | 2                                   | 2     |
| Natation            | 0                              | 1                                  | 1                                   | 2     |
| Patinage artistique | 0                              | 0                                  | 1                                   | 1     |
| Plongeon            | 0                              | 1                                  | 0                                   | 1     |
| Polo                | 1                              | 0                                  | 0                                   | 1     |
| Tennis              | 2                              | 3                                  | 1                                   | 6     |
| Tir à la corde      | 1                              | 0                                  | 0                                   | 1     |
| Voile               | 1                              | 0                                  | 0                                   | 1     |
| Water-polo          | 1                              | 0                                  | 0                                   | 1     |
|                     | 14                             | 15                                 | 13                                  | 42    |

## Liste des médaillés britanniques

### Médailles d'or
| Sport                   | Discipline | Sportifs |
| Médailles d’or 14       | |          |
| Athlétisme              | |          |
| 800 m                   | Albert Hill |          |
| 1500 m                  | Albert Hill |          |
| 3 000 m steeple         | Percy Hodge |          |
| 4 × 400 m               | Cecil Griffiths, Robert Lindsay, John Ainsworth-Davies, Guy Butler |          |
| Boxe                    | |          |
| Poids moyens (-71,7 kg) | Harry Mallin |          |
| Poids lourds (+79,4 kg) | Ronald Rawson |          |
| Cyclisme                | |          |
| Tandem                  | Thomas Lance, Harry Ryan |          |
| Hockey sur gazon        | |          |
| Equipe                  | Charles Atkin, John Bennett, Colin Campbell, Harold Cassels, Harold Cooke, Eric Crockford, Reginald Crummack, Harry Haslam Arthur Leighton, Charles Marcon, John McBryan, George McGrath Stanley Shoveller, William Smith, Cyril Wilkinson |          |
| Polo                    | |          |
| Equipe                  | Teignmouth Melville, Frederick Barrett John Wodehouse, Vivian Lockett |          |
| Tennis                  | |          |
| Double dames            | Kathleen McKane Godfree, Margaret McNair |          |
| Double messieurs        | Oswald Turnbull, Max Woosnam |          |
| Tir à la corde          | |          |
| Équipe                  | George Canning, Frederick Humphreys, Frederick Holmes Edwin Mills, John Sewell, John James Shepherd Harry Stiff, Ernest Thorn |          |
| Voile                   | |          |
| 7 mètres                | William Maddison, Dorothy Wright, Robert Coleman, Cyril Wright |          |
| Water-polo              | |          |
| Équipe                  | Charles Bugbee, Charles Sydney Smith, William Peacock, Noel M. Purcell,William Henry Dean, Paul Radmilovic, Christopher Jones |          |

### Médailles d'argent
| Sport                              | Discipline | Sportifs |
| Médailles d’argent 15              | |          |
| Athlétisme                         | |          |
| 400 m                              | Guy Butler |          |
| 1500 m                             | Philip J. Noel-Baker |          |
| 3 000 m par équipes                | Charles Blewitt, Albert Hill, William Seagrove Duncan McPhee, Percy Hodge                                                                                              |          |
| Cross-country par équipe           | James Wilson, Frank Hegarty, Alfred Nichols Christopher Vose, Wally Freeman, Larry Cummins                                                                             |          |
| Aviron                             | |          |
| Skiff                              | Jack Beresford |          |
| Huit                               | Ewart Horsfall, Guy Nickalls, Richard Lucas Walter James (4e baron Northbourne), Walter James, John Campbell Sebastian Earl, Ralph Shove, Sidney Swann Robin Johnstone |          |
| Boxe                               | |          |
| Poids welters (-66,7 kg)           | Alexander Ireland |          |
| Cyclisme                           | |          |
| 50 kilomètres                      | Cyril Alden |          |
| Vitesse individuelle               | Horace Johnson |          |
| Poursuite par équipes              | Albert White, Cyril Alden Horace Johnson, William Stewart |          |
| Natation                           | |          |
| Relais 4 × 100 m nage libre femmes | Hilda James, Constance Jeans Grace McKenzie, Charlotte Radcliffe |          |
| Plongeon                           | |          |
| Plateforme à 10 m femmes           | Beatrice Armstrong |          |
| Tennis                             | |          |
| Simple dames                       | Edith Dorothy Holman |          |
| Double dames                       | Winifred Beamish, Edith Dorothy Holman |          |
| Double mixte                       | Kathleen McKane Godfree, Max Woosnam |          |

### Médailles de bronze
| Sport                                   | Discipline                                               | Sportifs |
| Médailles de bronze 13                  |                                                          |          |
| Athlétisme                              |                                                          |          |
| 100 m                                   | Harry Edward                                             |          |
| 200 m                                   | Harry Edward                                             |          |
| 10 000 m                                | James Wilson                                             |          |
| 10 km marche                            | Charles Gunn                                             |          |
| Boxe                                    |                                                          |          |
| Poids mouches (-50,8 kg)                | William Cuthbertson                                      |          |
| Poids coqs (-53,5 kg)                   | George McKenzie                                          |          |
| Poids mi-lourds (-79,4 kg)              | Harold Franks                                            |          |
| Cyclisme                                |                                                          |          |
| Vitesse individuelle                    | Harry Edgar Ryan                                         |          |
| Lutte                                   |                                                          |          |
| Lutte libre, poids plume, -60 kg        | Philip Bernard                                           |          |
| Lutte libre, Poids légers, 60 - 67.5 kg | Peter Wright                                             |          |
| Natation                                |                                                          |          |
| Relais 4 × 200 m nage libre hommes      | Harold Annison, Edward Peter Leslie Savage, Henry Taylor |          |
| Patinage artistique                     |                                                          |          |
| Couples                                 | Phyllis Johnson, Basil Williams                          |          |
| Tennis                                  |                                                          |          |
| Simple messieurs                        | Oswald Turnbull                                          |          |